# Wenn ich will
Wenn ich will ist ein Lied der deutschen Popsängerin und Rapperin Céline. Das Stück ist die vierte Singleveröffentlichung in Célines Karriere.

## Entstehung und Artwork
Wenn ich will wurde von Céline selbst – unter ihrem bürgerlichen Namen „Céline Dorka“ – gemeinsam mit den Koautoren Jan Platt, Peter Stanowsky und dem Produzentenquartett Beatgees (bestehend aus: Philip Böllhoff, Hannes Büscher, Sipho Sililo und David Vogt) geschrieben. Die Produktion erfolgte durch das Berliner Produzententeam Beatgees. Das Mastering erfolgte unter der Leitung des Berliner Tontechnikers Lex Barkey.
Auf dem Frontcover der Single ist – neben Künstlernamen und Liedtitel – Céline, auf dem Boden liegend, zu sehen. Sie trägt eine Sonnenbrille, die sie mit der rechten Hand festhält und liegt auf einem mit Popcorn und Skittles verschmutzten Boden. Über ihren Mund hält jemand einen Löffel mit Frühstücksflocken. Die Fotografie stammt aus einem Fotoshooting mit dieserbobby.

## Veröffentlichung und Promotion
Die Erstveröffentlichung von Wenn ich will erfolgte als Download und Streaming am 29. Mai 2020. Die Veröffentlichung erfolgte als Einzeltrack durch die Musiklabels A Million, BTGS und Groove Attack. Verlegt wurde das Lied durch Beatgees Publishing, BMG Rights Management sowie Budde Music. Um das Lied zu bewerben, lud Céline am 26. Mai 2020 erstmals das Frontcover auf ihren sozialen Medien hoch. Sie veröffentlichte das Bild mit den Worten „„Wenn ich will“ Donnerstag 23:59!!“.

## Inhalt
| „Alles gut, alles läuft, wenn ich will. Mein Leben wie ein Film, wenn ich will. Hatte nichts, krieg’ jetzt alles, wenn ich will. Geld kommt, Geld geht, wenn ich will. Ich mach’ psst, alle still, wenn ich will. Ich mach’ (Schnipser) alle chill’n, wenn ich will. Hatte nichts, krieg’ jetzt alles, wenn ich will. Kauf’ ein Haus für die Fam, wenn ich will.“ – Refrain, Originalauszug | Der Liedtext zu Wenn ich will ist in deutscher Sprache verfasst. Die Musik und der Text wurden gemeinsam von dem Produzententeam Beatgees, Céline, Jan Platt und Peter Stanowsky geschrieben beziehungsweise komponiert. Musikalisch bewegt sich das Lied im Bereich des Hip-Hops und Raps. Das Tempo beträgt 93 Schläge pro Minute. Die Tonart ist d-Moll. Inhaltlich beschreibt das Lied Célines Werdegang und der Verlauf, der wie „im Film“ sei. Die erste Strophe befasst sich mit der Kindheit in einfachen Verhältnissen, die zweite vom Schulausschluß im vergangenen Jahr und der Refrain vom Dasein als Musikern im öffentlichen Leben. Aufgebaut ist das Lied auf zwei Strophen, einem Refrain einer Bridge sowie einem Outro. Das Lied beginnt mit der ersten Strophe, auf die zunächst ein sogenannter „Pre-Chorus“ folgt, ehe der eigentliche Refrain einsetzt. Der gleiche Vorgang wiederholt sich mit der zweiten Strophe, wobei sich der erste Pre-Chorus vom zweiten unterscheidet. Beide beginnen mit zwei verschiedenen Zeilen, enden jedoch mit denselben zwei Zeilen. Nach dem zweiten Refrain endet das Lied mit dem Outro, das sich lediglich aus der sich wiederholenden Zeile „Wenn ich will, ja ja. Wenn ich will, wenn ich will, ja ja.“ sowie einem abschließenden „Da, da, da, da da da“ endet. Im Liedtext finden sich viele Anglizismen wie „broke as fuck“ (englisch für ‚verdammt pleite‘), „Trailer Park“ (englisch für ‚Wohnwagensiedlung‘) oder auch „Fam“ (englische Kurzform für ‚Familie‘) wieder. |

## Musikvideo
Das Musikvideo zu Wenn ich will feierte am 28. Mai 2020 um 23:59 Uhr seine Premiere auf YouTube. Das Video lässt sich in zwei Themen unterteilen. Zum einen sieht man Céline, die das Lied an verschiedenen Schauplätzen singt. Zum anderen sieht man immer wieder Homevideo aufnahmen von ihr und ihrer Familie. Die Gesamtlänge des Videos beträgt 2:11 Minuten. Das Video entstand unter der Leitung der FMG Produktion. Bis heute zählt das Musikvideo über 800 Tausend Aufrufe bei YouTube (Stand: Juni 2020).

## Mitwirkende
| Liedproduktion - Lex Barkey: Mastering - Philip Böllhoff: Komponist, Liedtexter, Musikproduzent - Hannes Büscher: Komponist, Liedtexter, Musikproduzent - Céline Dorka: Gesang, Komponist, Liedtexter, Rap - Jan Platt: Komponist, Liedtexter - Sipho Sililo: Komponist, Liedtexter, Musikproduzent - Peter Stanowsky: Komponist, Liedtexter - David Vogt: Komponist, Liedtexter, Musikproduzent Artwork - dieserbobby: Fotograf (Cover) | Musikvideo - Flo Brunner: Filmeditor - Hely Doan: Filmproduzent, Friseur, Schminke, Styling - Burak Erinmez: Filmeditor - Jana Höft: Styling Unternehmen - A Million: Musiklabel - Beatgees Publishing: Verlag - BMG Rights Management: Verlag - BTGS: Musiklabel - Budde Music: Verlag - Groove Attack: Musiklabel |

## Charts und Chartplatzierungen
Wenn ich will erreichte in Deutschland Position 41 der Singlecharts und konnte sich fünf Wochen in den Charts platzieren. In den deutschen Streamingcharts erreichte die Single Position 43. Des Weiteren konnte sich die Single mehrere Tage in den deutschen iTunes-Tagesauswertungen platzieren und erreichte mit Position 36 seine höchste Chartnotierung am 29. Mai 2020.
Für Céline als Autorin und Interpretin ist Wenn ich will nach Für mich und Tränen aus Kajal der dritte Charterfolg in den deutschen Singlecharts. Die Beatgees erreichten in ihrer Autoren- oder Produzententätigkeit hiermit zum 26. Mal die Charts in Deutschland. Für Platt ist Wenn ich will der vierte Autorenbeitrag in den deutschen Singlecharts. Stanowsky erreichte hiermit nach den beiden Glasperlenspiel-Singles Geiles Leben und Royals & Kings zum dritten Mal die Charts in Deutschland.